# Sporveien Trikken
Sporveien Trikken AS (tidligere Oslo Sporvognsdrift AS eller Oslotrikken AS) er et norsk kollektiv transportselskab ejet af driftselskabet Sporveien AS som ejes af Oslo kommune. Selskabet har ansvar for drift og udvikling af sporvogne i Oslo, mens Sporveien AS står for drift og vedligeholdelse af sporvognene samt drift og vedligeholdelse af infrastruktur, så som skinner og strøm. Sporveien Trikken sælger kollektiv transporttjenester til administrationsselskabet Ruter AS.
Sporveien Trikken disponerer over 72 sporvogne og 131,4 km med sporveje. Sporvejsnettet består af 6 linjer og 99 stoppesteder. Selskabet har omkring 450 ansatte.
Selskabets bestyrelsesformand er Cato Hellesjø, mens Jan Egil Meling er konstitueret som administrerende direktør.
Oslo Sporvognsdrift blev eget AS i 2003 og har siden haft flere navne. Oslotrikken var et af flere uformelle navne, men 10. juni 2009 blev det også selskabets formelle navn. I 2013 skiftede selskabet navn til Sporveien Trikken.

## Linjenet
| Linje nummer | Strækning                                                                   |
| ------------ | --------------------------------------------------------------------------- |
| 11           | Majorstuen –Homansbyen–Torshov–Storo–Disen–Kjelsås                          |
| 12           | Majorstuen–Frogner–Aker Brygge–Jernbanetorget–Torshov–Storo–Disen–Kjelsås   |
| 13           | Jar-Lilleaker–Skøyen–Nationaltheateret–Jernbanetorget–Torshov–Storo–Grefsen |
| 17           | Rikshospitalet–Ullevål–Stortorvet–Carl Berners Plass–Sinsen–Grefsen         |
| 18           | Rikshospitalet–Ullevål–Stortorvet–Jernbanetorget–Holtet–Ljabru              |
| 19           | Majorstuen–Briskeby–Nationaltheateret–Jernbanetorget–Holtet–Ljabru          |